# Cristhian Paredes
Cristhian Fabián Paredes Maciel (n. Yaguarón, Paraguay, 18 de mayo de 1998) es un futbolista paraguayo. Se desempeña como mediocampista y su equipo actual es el Portland Timbers de la Major League Soccer.

## Trayectoria

### Sol de América
Fue formado en las inferiores del Sol de América. Mientras estaba en la categoría Sub-17, Paredes fue promovido al plantel de primera división por el estratega Daniel Garnero. Hizo su debut en la máxima categoría del balompié paraguayo el 23 de enero de 2016 en una victoria ante Olimpia por 2 goles a 1, en la 1° fecha del Torneo Apertura.
Continuó siendo constante en el onceno titular del Sol de América. Anotó su primer gol en Primera División, el 8 de mayo de 2016, ante General Caballero, en encuentro válido por la vigésima jornada del Torneo Apertura, en el que, según la crónica de un medio escrito local, resaltó nítidamente su tarea.
Debutó internacionalmente y en un partido oficial el 10 de agosto de 2016 durante la Copa Sudamericana 2016 ante Wilstermann, en el Estadio Luis Alfonso Giagni de Asunción. El mismo finalizó con empate de 1 a 1.

### Club América
El 27 de diciembre de 2016 fue confirmado como refuerzo del Club América para el torneo clausura 2017 de la Liga MX. Debutó el 14 de febrero de 2017 contra Zacatepec, victoria 1:0 de los azulcremas. Su primer gol se lo anotó a Santos Laguna en la derrota de 2:1 en el Estadio Corona........2019

### Portland Timbers
El 2 de febrero de 2018, Paredes fue adquirido por el Portland Timbers a préstamo del Club América mexicano para que a inicios del 2020 fuera anunciado su compra definitiva

## Selección nacional

### Juveniles
Estuvo presente en el Sudamericano Sub-17 de 2015, realizado en Paraguay. En dicho torneo, su selección alcanzó el cuarto puesto, con lo cual aseguró su clasificación a la Copa Mundial Sub-17 de 2015. Ese mismo año fue convocado a la Selección Paraguaya Sub-23 para disputar los Juegos Panamericanos de 2015 en Canadá. 

#### Participación en selecciones juveniles
| Torneo                                 | Sede                                   | Resultado                              | Partidos | Goles |
| -------------------------------------- | -------------------------------------- | -------------------------------------- | -------- | ----- |
| Sudamericano Sub-17 de 2015            | Paraguay                               | Cuarto lugar                           | 7        | 1     |
| Juegos Panamericanos de 2015           | Canadá                                 | Fase de grupos                         | 1        | 0     |
| Copa Mundial Sub-17 de 2015            | Chile                                  | Fase de grupos                         | 2        | 1     |
| Sudamericano Sub-20 de 2017            | Ecuador                                | Fase de grupos                         | 3        | 1     |
| Total parcial en selecciones juveniles | Total parcial en selecciones juveniles | Total parcial en selecciones juveniles | 13       | 3     |

## Clubes
| Club             | País           | Año             | Partidos | Goles |
| ---------------- | -------------- | --------------- | -------- | ----- |
| Sol de América   | Paraguay       | 2016            | 36       | 4     |
| América          | México         | 2017            | 2        | 1     |
| Portland Timbers | Estados Unidos | 2018 - Presente | 50       | 5     |